# Bahnstrecke Effretikon–Hinwil
| |                                                 |                                                     |                                                     |
| Streckennummer (BAV): | 753 (Effretikon–Hinwil)                         |                                                     |                                                     |
| Fahrplanfeld: | 753 (Effretikon–Wetzikon) 740 (Wetzikon–Hinwil) |                                                     |                                                     |
| Streckenlänge: | 22,5 km                                         |                                                     |                                                     |
| Spurweite: | 1435 mm (Normalspur)                            |                                                     |                                                     |
| Stromsystem: | 15 kV 16,7 Hz ~                                 |                                                     |                                                     |
| |                                                 |                                                     |                                                     |
| \| \| \| \| \| \| \| \| von Zürich S 3 S 8 S 11 S 12 \| \| \| \| \| von Wettingen über Flughafen-Zürich/Kloten S 7 S 24 \| \| \| \| 0,0 \| Effretikon \| Effretikon \| \| \| \| nach Winterthur S 7 S 8 S 11 S 12 S 24 \| \| \| \| 4,4 \| Illnau \| Illnau \| \| \| 8,0 \| Fehraltorf \| Fehraltorf \| \| \| 11,3 \| Pfäffikon ZH \| Pfäffikon ZH \| \| \| 15,7 \| Kempten \| Kempten \| \| \| \| Wildbachbrücke 85 m \| \| \| \| 18,1 \| von Zürich über Uster S 5 S 14 S 15 \| von Zürich über Uster S 5 S 14 S 15 \| \| \| 18,1 \| Wetzikon Endpunkt S 3 \| Wetzikon Endpunkt S 3 \| \| \| 18,1 \| nach Rapperswil S 5 S 15 \| nach Rapperswil S 5 S 15 \| \| \| 22,5 \| von Uerikon \| von Uerikon \| \| \| 22,5 \| Hinwil Endpunkt S 14 \| Hinwil Endpunkt S 14 \| \| \| \| nach Bauma (DVZO) \| \| |                                                 |                                                     |                                                     |
| |                                                 |                                                     |                                                     |
| Strecke |                                                 | von Zürich S 3 S 8 S 11 S 12                        | von Zürich S 3 S 8 S 11 S 12                        |
| Abzweig geradeaus und von links |                                                 | von Wettingen über Flughafen-Zürich/Kloten S 7 S 24 | von Wettingen über Flughafen-Zürich/Kloten S 7 S 24 |
| Bahnhof | 0,0                                             | Effretikon                                          | Effretikon                                          |
| Abzweig geradeaus und nach links |                                                 | nach Winterthur S 7 S 8 S 11 S 12 S 24              | nach Winterthur S 7 S 8 S 11 S 12 S 24              |
| Bahnhof | 4,4                                             | Illnau                                              | Illnau                                              |
| Bahnhof | 8,0                                             | Fehraltorf                                          | Fehraltorf                                          |
| Bahnhof | 11,3                                            | Pfäffikon ZH                                        | Pfäffikon ZH                                        |
| Bahnhof | 15,7                                            | Kempten                                             | Kempten                                             |
| Brücke |                                                 | Wildbachbrücke 85 m                                 | Wildbachbrücke 85 m                                 |
| Abzweig geradeaus und von rechts | 18,1                                            | von Zürich über Uster S 5 S 14 S 15                 | von Zürich über Uster S 5 S 14 S 15                 |
| Bahnhof | 18,1                                            | Wetzikon Endpunkt S 3                               | Wetzikon Endpunkt S 3                               |
| Abzweig geradeaus und nach rechts | 18,1                                            | nach Rapperswil S 5 S 15                            | nach Rapperswil S 5 S 15                            |
| Abzweig geradeaus und ehemals von rechts | 22,5                                            | von Uerikon                                         | von Uerikon                                         |
| Bahnhof | 22,5                                            | Hinwil Endpunkt S 14                                | Hinwil Endpunkt S 14                                |
| Strecke |                                                 | nach Bauma (DVZO)                                   | nach Bauma (DVZO)                                   |

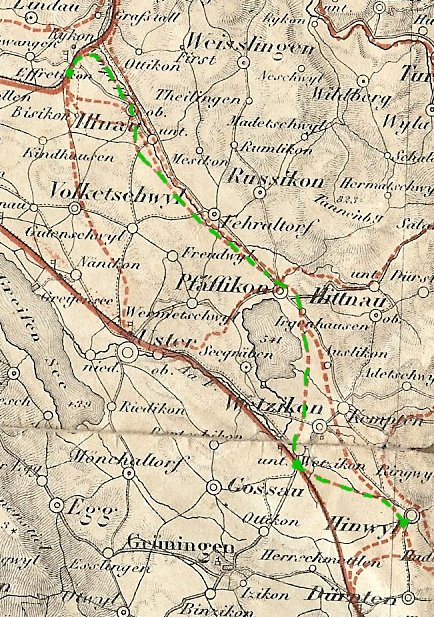
Karte von 1872 mit den verschiedenen Linienführungsvorschlägen; gebaut wurde der grün eingezeichnete Vorschlag.

Die Bahnstrecke Effretikon–Hinwil im Kanton Zürich in der Schweiz wurde 1876 von der Eisenbahngesellschaft Effretikon–Pfäffikon–Hinwiel EH in Betrieb genommen. Die 22,124 km lange Bahnstrecke führt von Effretikon über Wetzikon nach Hinwil und wird auch als Kempttalbahn bezeichnet. Oft wird auch von der Effretikon-Pfäffikon-Hinwil-Bahn gesprochen. Durch die alten Schreibweisen der Ortschaften – Hinwil als Hinwiel und Hinwyl sowie Kempttal als Kemptthal – sind verschiedene Schreibweisen der Bezeichnung im Umlauf.

## Geschichte

### Entstehung
Am 8. November 1865 fand in Pfäffikon eine Versammlung statt. Gegründet wurde dabei ein Bahnkomitee für den Bau einer Eisenbahn von Effretikon über Illnau, Fehraltorf, Pfäffikon, Kempten ZH, Hinwil und Dürnten nach Wald; in Hinwil war eine Abzweigung nach Bubikon vorgesehen.
Dem Initiativkomitee gehörten unter anderem an:
- Kantonsrat Bietenholz, aus Pfäffikon (* 1831, † 1900)
- Statthalter Frick, aus Pfäffikon (* 1828, † 1885)
- Gerichtsschreiber Hasler, aus Pfäffikon (* 1814, † 1873)
- Gerichtspräsident Strehler, aus Pfäffikon (* 1817, † 1874)
- Forstmeister Wilhelm Friedrich Hertenstein, aus Fehraltorf (* 1825, † 1888)
- Gerichtschreiber Meili, aus Hinwil (* 1816, † 1878), der spätere Präsident der Eisenbahngesellschaft

Zu dieser Zeit bestanden schon die Bahnstrecken Zürich–Winterthur und Zürich–Uster–Rapperswil. Diese erschlossen aber nicht die grösseren Ortschaften Pfäffikon, Hinwil und Wald. Der damaligen Zeit entsprechend wurden die verschiedensten Linienvarianten vorgeschlagen. Am Ende konnte sich die Linienführung von Effretikon über Illnau, Pfäffikon, Wetzikon und Hinwil durchsetzen.
Die Gemeinde Wald stieg aus dem Projekt aus, als die Vereinigten Schweizerbahnen (VSB) einen für sie günstigen Vorschlag für einen Anschluss an das Bahnnetz machten, sehr zum Missfallen der Schweizerischen Nordostbahn (NOB). Der daraus entstandene Abschnitt Rüti–Wald ist nun ein Abschnitt der Tösstalbahn.
Ebenso war die Einführung in den Bahnhof Effretikon sehr umstritten. Während die einen den Anschluss so gebaut haben wollten, dass direkte Züge in Richtung Winterthur möglich waren, zogen andere die später gebaute Einführung in Richtung Zürich vor. Beide Städte sprachen sich für eine Kostenbeteiligung von 400 000.- Franken aus; Zürich stellte aber die Bedingung, dass in Effretikon eine Abzweigstation gebaut werden müsse. Die Konzession für den Bau der Strecke wurde am 16. Dezember 1871 erteilt. Am 29. Mai 1873 beschloss die Generalversammlung in Pfäffikon die Gründung einer Aktiengesellschaft zum Bau der Bahnstrecke von Effretikon nach Hinwil über Wetzikon.

### Baugeschichte

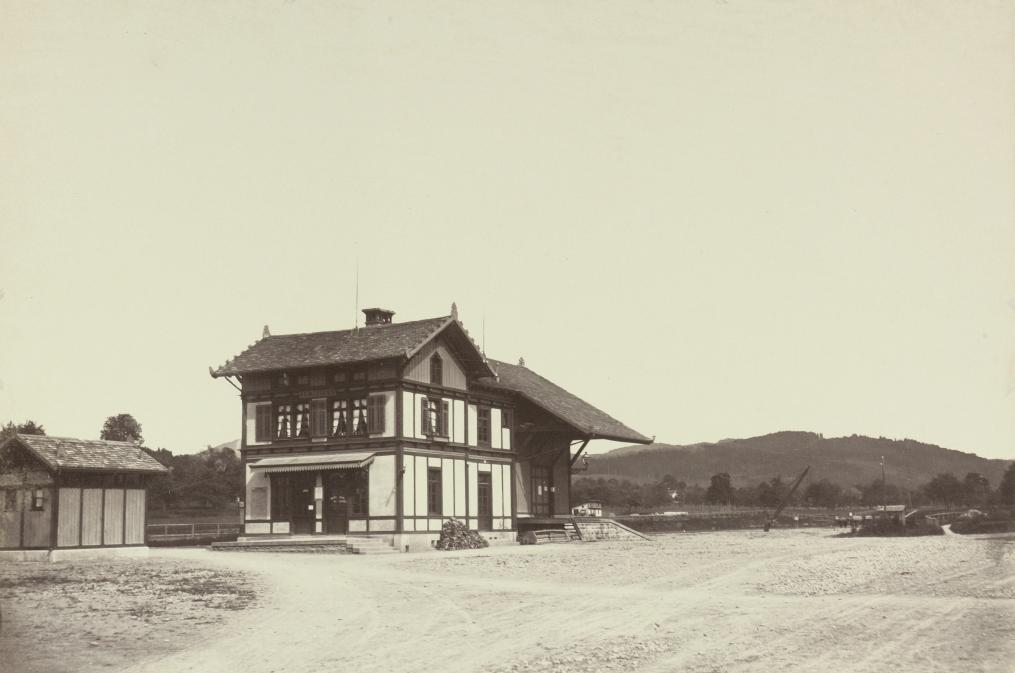
Bahnhof Pfäffikon 1876

Die Ausführung des Projekts wurde an die Ingenieure der NOB vergeben, die auch als Generalunternehmer auftrat. Der Bau der Strecke begann im Jahre 1873 mit der Erfassung der topografischen Daten. Die Inbetriebnahme war für den 1. Mai 1876 vorgesehen, doch das Unwetter vom 11. bis 13. Juni 1875 machte diese Pläne zunichte. Etliche Fliessgewässer traten über die Ufer, und verschiedene Hangrutsche beschädigten die im Entstehen begriffene Bahnstrecke.

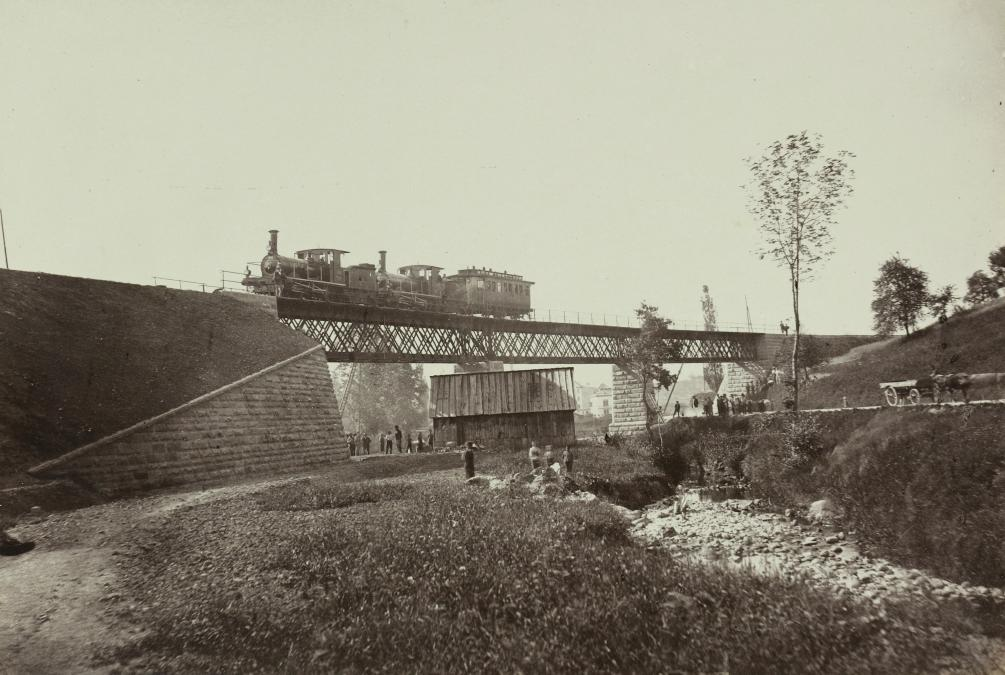
Belastungsprobe der Wildbachbrücke bei Wetzikon im Jahre 1875

Die Erdarbeiten und Kunstbauten konnten trotzdem im Dezember 1875 beendet werden. In den ersten Monaten des Jahres 1876 erfolgte die Verlegung der Gleise und der Innenausbau der Stationen. Die Anpassungen an den Bahnhöfen in Effretikon und Wetzikon konnten erst kurz vor der Eröffnung abgeschlossen werden. Insgesamt wurden 50,4 Hektaren Land enteignet. Beim Bau wurden 412'000 Kubikmeter Aushub bewegt und Schienen mit einem Gesamtgewicht von 1309 Tonnen verbaut. Diese verlegte man auf 12'240 Hartholzschwellen und 16'400 Weichholzschwellen.
Die Baukosten waren auf 3.2 Millionen Franken geschätzt worden, die mit einem Aktienkapital von 2'556'000 Franken (Aktionäre siehe unten) und einem Darlehen in Form von Obligationen der NOB aufgebracht wurden. Die geschätzten Baukosten wurden leicht überschritten, am Ende kostete der Bau der Eisenbahnstrecke ca. 3,3 Millionen Franken.

### Die ersten Jahre
Am 3. Mai 1876 wurde der Betrieb der Strecke der Schweizerischen Nordostbahn übertragen. Wegen der Auslagerung der Betriebsführung und der Zahlung von Gebühren für die Mitbenutzung der Bahnhöfe Effretikon und Wetzikon konnte nur im ersten Halbjahr 1877 ein positives Ergebnis erzielt werden. In den folgenden drei Jahren erwirtschaftete die Bahngesellschaft nicht einmal die Betriebskosten. Aus diesem Grund waren Fahrplankürzungen unumgänglich. Wegen der hohen Fixkosten und der Mindereinnahmen wirkten sich diese Massnahmen sogar defizitsteigernd aus.
So belief sich das Defizit der Bahngesellschaft im Jahr 1885 auf nicht weniger als 450'530 Franken, und dies bei einem Aktienkapital von 2'556'000 Franken. Aufgrund der stetig anwachsenden Defizits übernahm die NOB die Bahnstrecke per 1. Januar 1886.

### NOB und SBB
Über die 16 Jahre unter der Führung der NOB gibt es nicht viel zu berichten, ausser dass am 1. Juni 1901 der Bahnhof Hinwil nach der Eröffnung der Uerikon-Bauma-Bahn zum Durchgangsbahnhof wurde.
Infolge der Verstaatlichung der NOB ging die Strecke am 1. Januar 1902 in den Besitz der Schweizerischen Bundesbahnen über. Diese setzte nach der Einführung der Nebenbahn-Dampflokomotive Eb 3/5 in den Jahren 1911 bis 1916 vor allem diese Tenderlokomotive ein. Ab 1938 verkehrte auch der Dieseltriebwagen CFm 2/4 auf der Strecke, bis er aufgrund von Brennstoffmangel abgestellt wurde. Der Kohlemangel während des Zweiten Weltkriegs führte zum Beschluss, die Strecke zu elektrifizieren. Nicht einmal ein Jahr später, am 6. Mai 1944, wurde der durchgehende elektrische Betrieb aufgenommen.
Die Elektrifizierung musste kriegsbedingt mit einfachsten Mitteln durchgeführt werden. So wurden 442 Holzmasten, aber nur 50 Masten aus Schleuderbeton und ganze 10 Metallmasten verbaut. Nur die Hauptgleise erhielten einen Fahrdraht aus 85 mm² Kupfer, während über den Nebengleisen ein Fahrdraht aus 80 mm² verzinktem Stahldraht verwendet wurde. Zudem rüstete man die ganze Strecke mit modernen elektrischen Stellwerken aus.
Den Eröffnungszug zog eine Ae 3/6 I-Lokomotive. Dieser Lokomotivtyp war, bis zum Auftauchen der modernen Pendelzügen wie der RABDe 12/12 und RBe 4/4 Ende der 1960er Jahre, sehr oft auf dieser Strecke anzutreffen.
Am 12. September 1982 kam es zu einem schweren Unfall: Auf einem mit Schranken gesicherten Bahnübergang in Pfäffikon wurde ein Car aus Deutschland von einem Regionalzug erfasst. Die Schranken waren damals noch handbedient, und an diesem Nachmittag waren sie aufgrund der Verspätung des Zuges bereits irrtümlich wieder geöffnet worden. Insgesamt starben 39 Passagiere des Busses, davon 18 Ehepaare. 43 Kinder aus Schönaich wurden zu Vollwaisen.

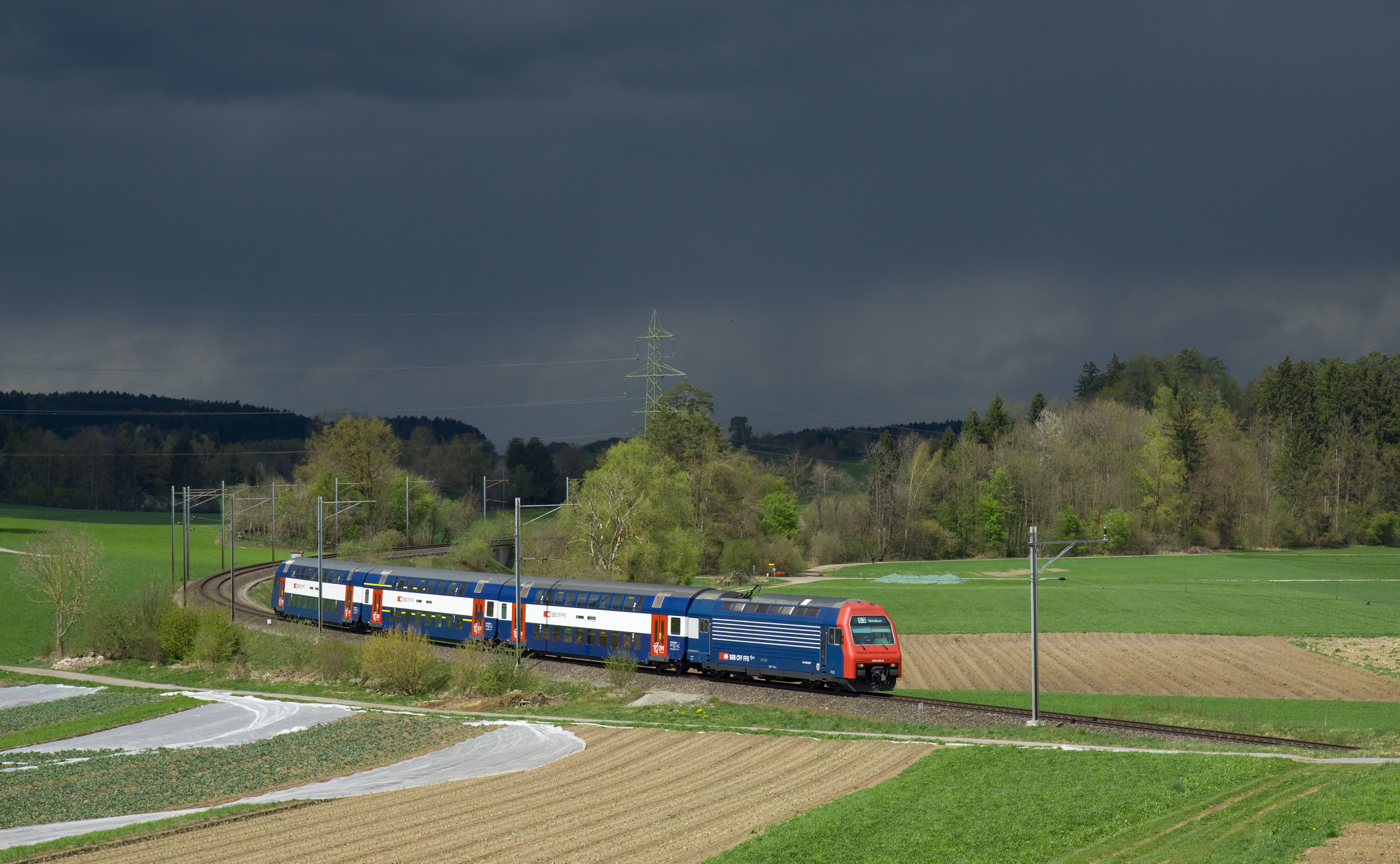
S3 zwischen Illnau und Fehraltorf

→ Hauptartikel: Eisenbahnunfall von Pfäffikon ZH

### S-Bahn Zürich
Die Eröffnung der S-Bahn Zürich am 27. Mai 1990 hatte zur Folge, dass Personenzüge nicht mehr durchgehend über die gesamte Strecke verkehren. So führt zwischen Effretikon und Wetzikon die S3, zwischen Wetzikon und Hinwil die S14.
Während in der Anfangsphase auf der S 3  vor allem die Mirages-Pendelzüge eingesetzt wurden, werden auf ihr nun auch die doppelstöckigen S-Bahn-Pendelzüge Re 450 eingesetzt, die von Anfang an auf der S 14  im Einsatz waren. Die S 14  wurde als Erprobungsstrecke der neuen Doppelstockzüge der Serien RABe 514 und RABe 511 verwendet. Auf der S 14  fanden sich 2012 alle Baureihen der S-Bahn-Doppelstockzüge, mit Schwergewicht auf den RABe 514, heute (Stand 2019) werden jedoch planmässig wieder ausschliesslich DPZ eingesetzt.

## Die Eisenbahngesellschaft Effretikon – Pfäffikon – HinwielEH
Während der Betrieb von Anfang an in den Händen der NOB lag, war für den Betrieb eigenes Rollmaterial angeschafft worden:
- 3 Tenderlokomotiven zu je 200 PS, Betriebsnummer 188 – 190
- 2 Gepäckwagen
- 3 Personenwagen II. Klasse
- 7 Personenwagen III. Klasse
- 25 offene Güterwagen
- 20 gedeckte Güterwagen

### Dampflokomotiven
Bei den Dampflokomotiven handelt es sich um 2/2-gekuppelte Tenderlokomotiven. Sie wurden von der Maschinenfabrik Winterthur gefertigt, hatten ein Gesamtgewicht von 25'600 kg, eine Länge über Puffer von 7.620 m und erreichten eine Höchstgeschwindigkeit von 55 km/h. Sie hatten die Fabriknummer 98–100 und wurden gemäss dem Nummerierungsschema der NOB mit den Nummern 188–190 in Betrieb genommen. 1879 änderte man die Nummern in 241–243 und im Jahre 1895 in 441–443. Bei den SBB erhielten sie die Nummern E 2/2 80996–80998. Zwischen 1914 und 1916 wurden die Dampflokomotiven ausrangiert.

### Aktionäre
Folgende Liste soll Auskunft über die Beteiligung der einzelnen Aktionäre an der Bahnstrecke geben:
| Eigner | Anteil in Franken                                                                                   |
| --- | --------------------------------------------------------------------------------------------------- |
| - Kanton Zürich - Nordostbahn - Pfäffikon - Stadt Zürich - Hinwil - Wetzikon/Kempten - Fehraltorf - Illnau - Russikon - Private | - 1'106'000 - 500'000 - 200'000 - 200'000 - 180'000 - 130'000 - 100'000 - 100'000 - 14'000 - 26'000 |

Der Kantonsanteil betrug 30 % der Baukosten oder 50'000 Franken je gebauter Bahnkilometer. So stand zusammen mit den ausgegebenen Obligationen ein Kapital von 3'676'000 Franken zur Verfügung. Der Finanzbedarf für den Bau der Strecke war mit 3'200'000 Franken berechnet worden. Der Betrag, der durch den Kanton Zürich bezahlt wurde, richtete sich auf den effektiven Baupreis von rund 3.3 Millionen Franken aus. Die Anteil der Gemeinde Illnau, besteht aus 95'000 Franken der Gemeinde und 5'000 Franken von zwei auswärtigen Bürgern. Wäre der Gemeindeanteil nicht zustande gekommen, hätte die Bahnstation nicht gebaut werden können.

### Defizite
Die Gesellschaft konnte nie einen positiven Jahresabschluss vorweisen. Bereits Ende 1878 war der Reservefond aufgebraucht. Einen Grossteil des Defizites machte die fünfprozentige Verzinsung des Obligationsdarlehens der NOB in der Höhe von 1,1 Millionen Franken aus.
| Jahr                                                                  | Betrag in Franken                                                                              |
| --------------------------------------------------------------------- | ---------------------------------------------------------------------------------------------- |
| - 1876 - 1877 - 1878 - 1879 - 1880 - 1881 - 1882 - 1883 - 1884 - 1885 | - 7557 - 84'418 - 75'146 - 148'519 - 186'887 - 232'862 - 263'939 - 325'780 - 364'128 - 405'530 |

### Verkauf an die NOB
Da sich beim Verkauf der Strecke schon die Übernahme der NOB durch den Bund abzeichnete, verzichteten die Gemeinden auf ihren Aktienanteil von rund 2,5 Millionen Franken. So setzte sich der Kaufpreis für die NOB aus dem Obligationendarlehen (welches sie verlor) sowie dem aufgelaufenen Defizit von 1,42 Millionen zusammen. Die NOB erhielt also für 2,52 Millionen Franken eine Strecke, deren Baukosten 3,3 Millionen betragen hatten.

## Hochbauten
Bei dem Bau wurden 185 Brücken und Wasserdurchlässe angelegt. Davon waren sieben grössere Brücken mit Eisenunterbau, wobei die Brücke über den Wildbach bei Wetzikon mit 87 Metern die längste war. Es wurden fünf Stationen und 26 Bahnwärterhäuschen angelegt. In den Bahnhöfen Effretikon und Wetzikon wurden die bestehenden Bahnhöfe der NOB nach Gleisanpassungen mitbenutzt, wofür Gebühren fällig waren. Die Bahnhöfe Illnau, Fehraltorf, Pfäffikon und Hinwil entstanden nach den Entwürfen von H. Gmelin, dies jeweils in Fachwerkausführung mit einseitig angebautem, hölzernem Güterschuppen.

### Bahnhof Illnau
Dieser Bahnhof wäre fast nicht gebaut worden, da sich die Gemeinde über den Standort des Bahnhofes zerstritten hatte und erst in letzter Minute die notwendige Geldmittel bewilligte.

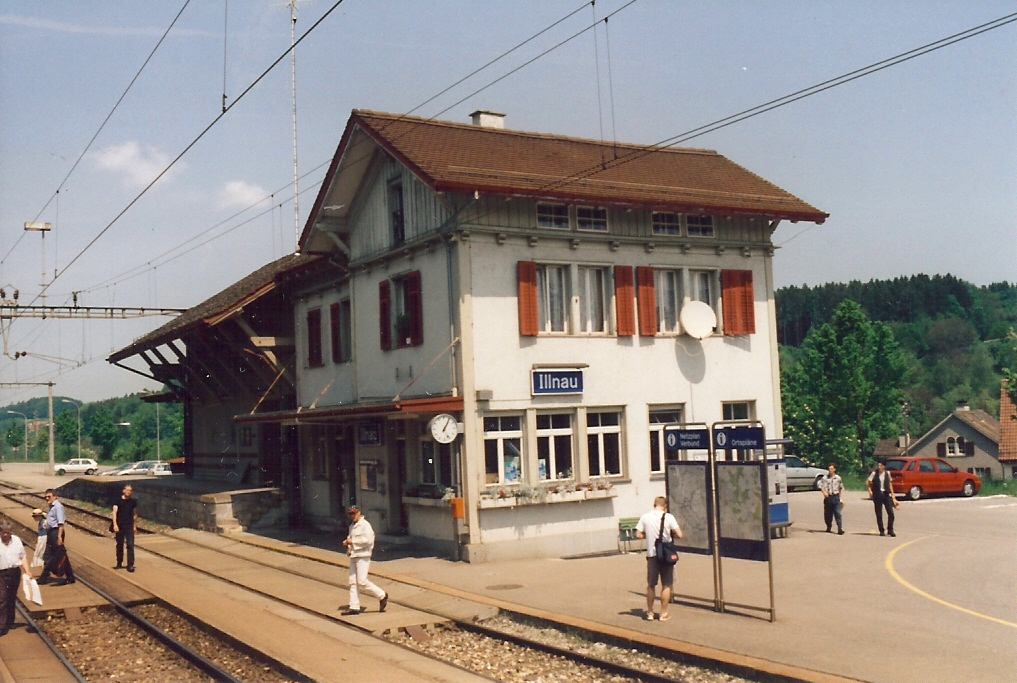
Bahnhof Illnau 1997
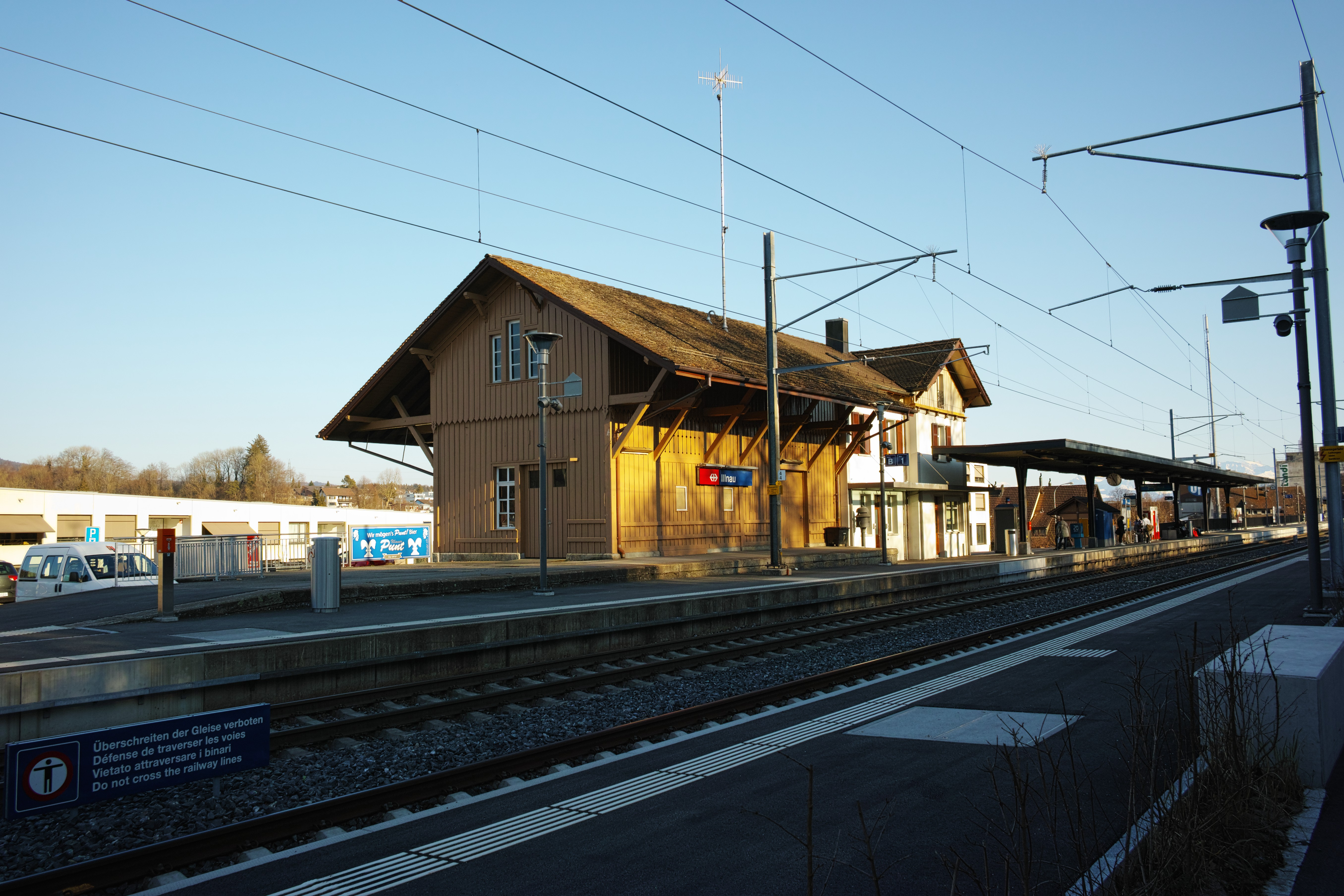
Bahnhof Illnau 2016

### Bahnhof Hinwil
Die Bahnanlagen wurden durch den Bau der UeBB im Jahre 1901 den Erfordernissen eines Durchgangsbahnhofes angepasst.

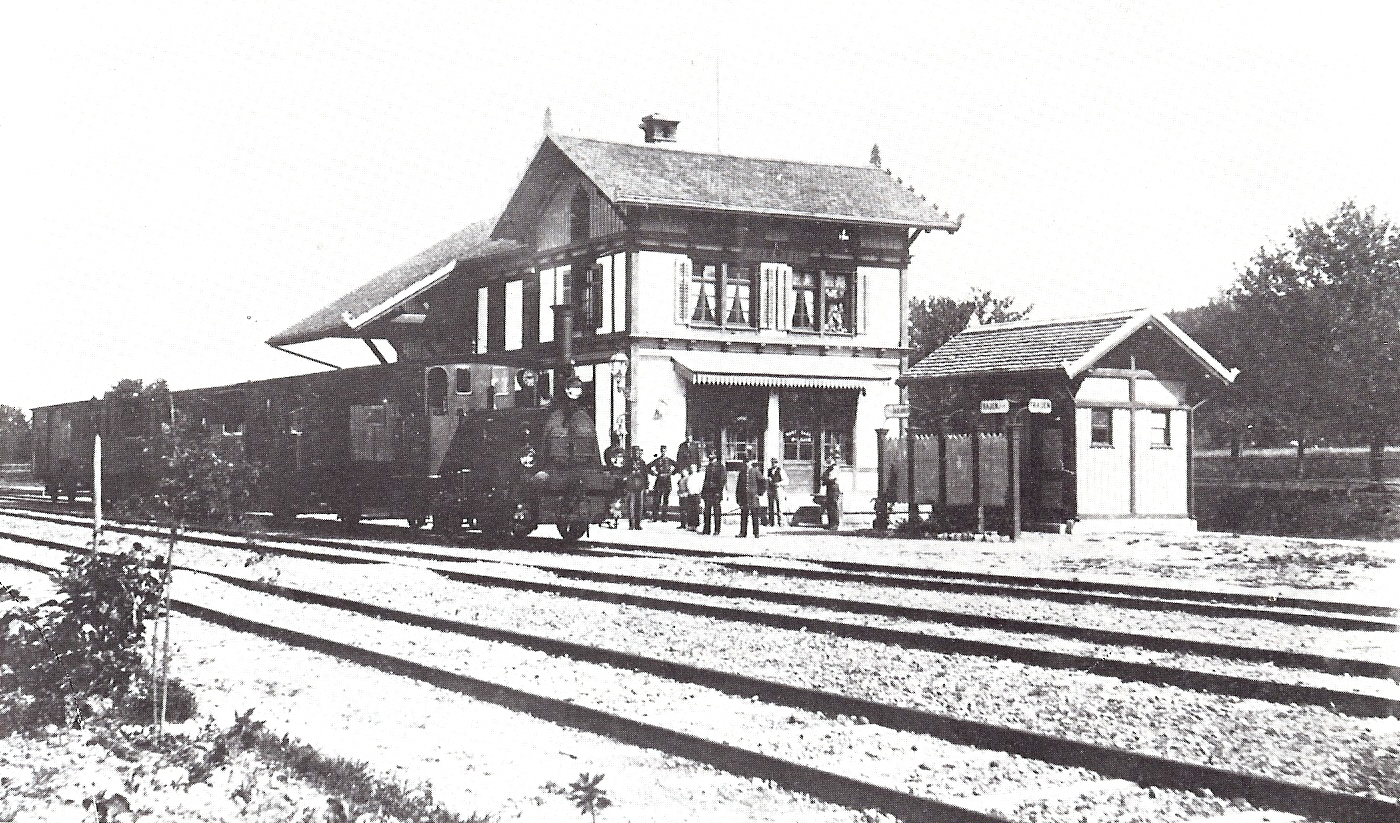
Bahnhof Hinwil 1877
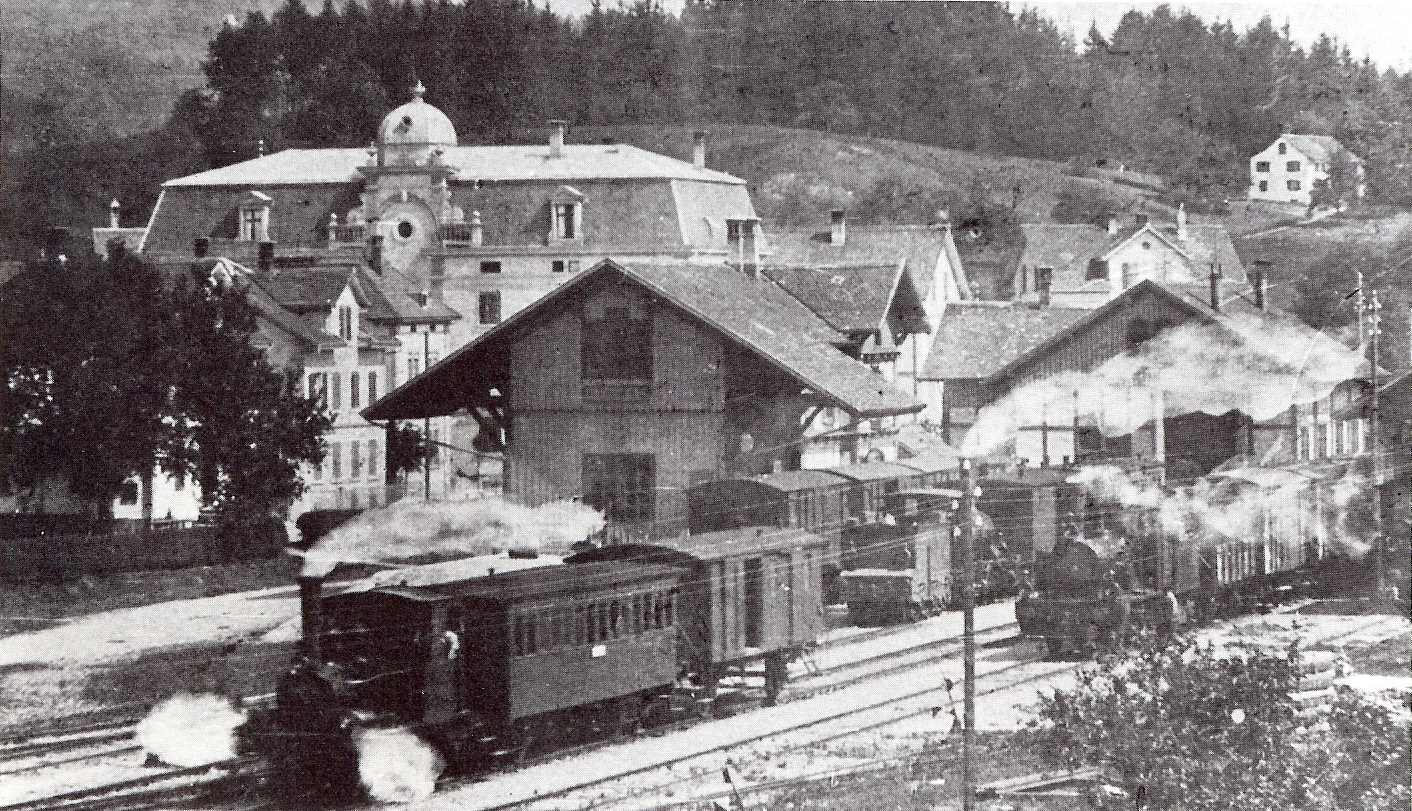
Bahnhof Hinwil 1902 mit Zügen der NOB und UeBB
Bahnhof Hinwil 1965

## Entwicklung der Anzahl Personenzüge
| Jahr | Anzahl Züge | Bemerkungen                                                          |
| ---- | ----------- | -------------------------------------------------------------------- |
| 1876 | 10 Züge     | Eröffnungsangebot                                                    |
| 1879 | 8 Züge      | Sommer                                                               |
| 1879 | 6 Züge      | Winter                                                               |
| 1943 | 14 Züge     | Dampfzüge kriegsbedingte Kürzungen wegen Kohlemangel nicht enthalten |
| 1944 | 24 Züge     | elektrische Zugförderung                                             |
| 1976 | 32 Züge     | 16 Zugpaare                                                          |
| 1982 | 46 Züge     | Taktfahrplan Mo–Fr 23 Zugpaare                                       |
| 1990 | 68 Züge     | Einführung S-Bahn S 3                                                |
| 2006 | 68 Züge     | 34 Zugpaare S 3                                                      |